# П'єр Ніколь
П'єр Ніколь (фр. Pierre Nicole; 19 жовтня 1625 — 16 листопада 1695) — французький мораліст і богослов.
Займаючись у Парижі вивченням богослов'я і староєврейської мови, Ніколь зблизився з янсеністами Пор-Рояля, став професором і брав діяльну участь у всіх працях, виданих у Пор-Роялі — «Logique», «Grainmaire générale», «Méthode», a також в його релігійній полеміці.
Друг і співробітник Антуана Арно, Ніколь не володів його непохитним характером: слабкий, боязкий і стриманий, він губився в усних дебатах і лише в тиші кабінету знаходив ті доводи, які робили його одним з найкращих тогочасних полемістів. Переслідування, яким піддавалися янсеністи, його однодумці, і страх перед єзуїтами, яких роздратували його нападки, довели Ніколя, у 1658 р, до втечі в Німеччину; лише завдяки умовлянням Арно він зважився повернутися.
Смерть покровительки Ніколя герцогині Лонгвіль, змусила його знову шукати притулку поза Франції; він втік до Нідерландів і, тільки отримавши, за клопотанням архієпископа паризького, дозвіл повернутися на батьківщину, оселився в Шартре, потім у Парижі, де цілком поринув у свій улюблений і головний працю: «Essais de morale» — зібрання невеликих міркувань про питання етики та релігії.
Полеміка як і раніше привертала Ніколя, але, змінивши свої погляди, він звертався, переважно, проти протестантів. Від янсеністов він відрікся абсолютно; твори, написані ним в останній період його життя, посварили його з колишніми друзями по Пор-Роялю.
Твори Ніколя, дуже популярні у свій час, пізніше були майже забуті, крім невеликого міркування: «Des moyens de conserver la paix avec les hommes» (з «Essais de morale»), яке передруковувалося багато разів.

## Твори
Виходили, здебільшого, під псевдонімами Barthélémy, Guill, Wendrock та ін.):
- «Essais de morale et instructions théologiques» (1671 і сл.),
- «La Perp étuité de la foi de l'Eglise catholique touchant l'Eucharistie» (1664),
- «Les Imaginaires et les Visionnaires» (Льєж, 1667; досить безбарвне наслідування Паскаля)
- «Préjugés contre les calvinistes» (1671),

- «Institution d'un prince» (1671),
- «De l'unite de l'Eglise» (1687),
- «Explication des erreurs des quié listes». Збори соч. видали Jourdain (1844) і Silvestre de-Sacy («Choix de petits traités de morale de N.», 1857).
- Арно А., Ніколь П. Логіка, або Мистецтво мислити. Москва, 199